# Bugatti Wagon Rapide

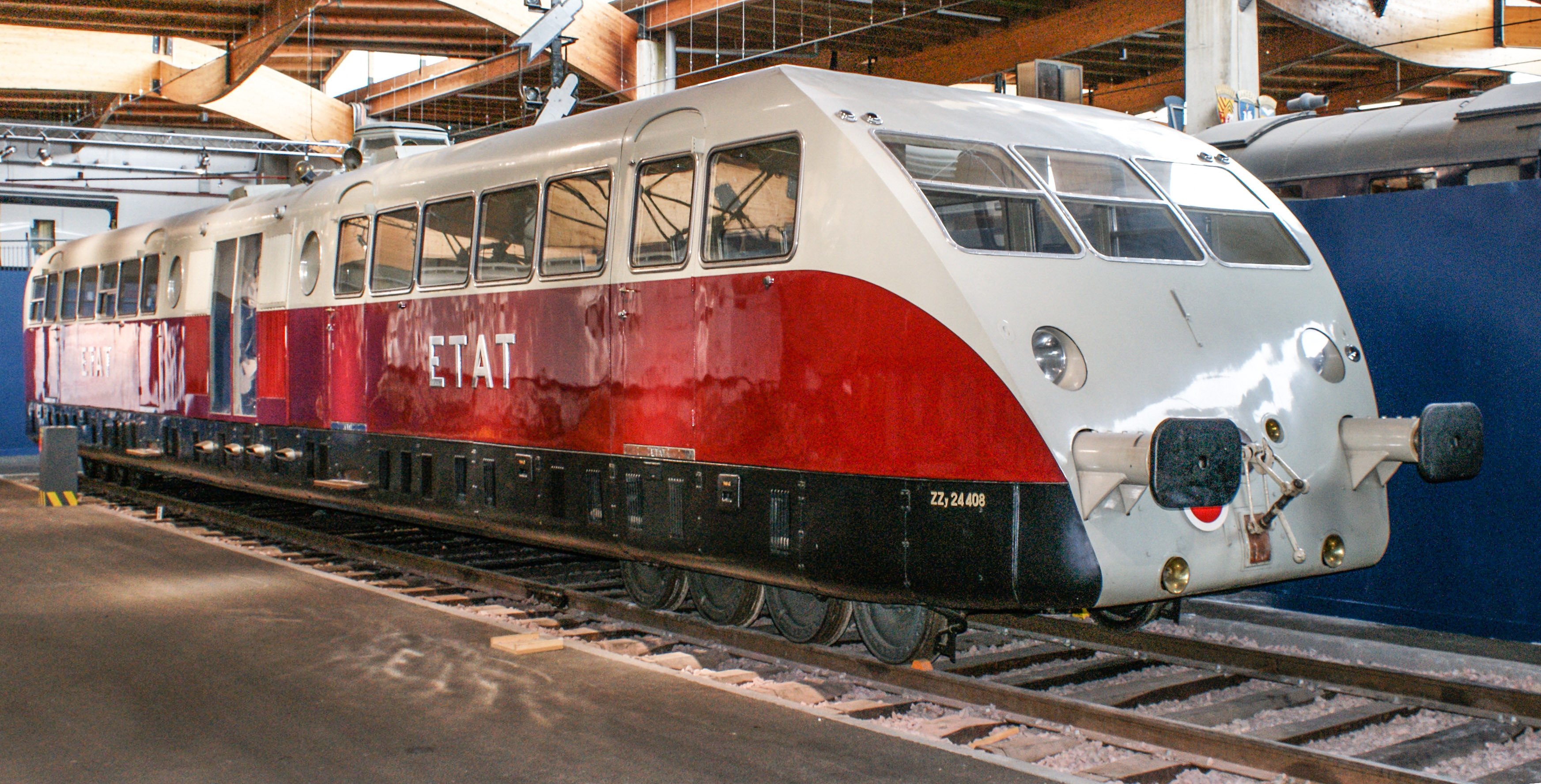
Bugatti WR på järnvägsmuseet i Mulhouse

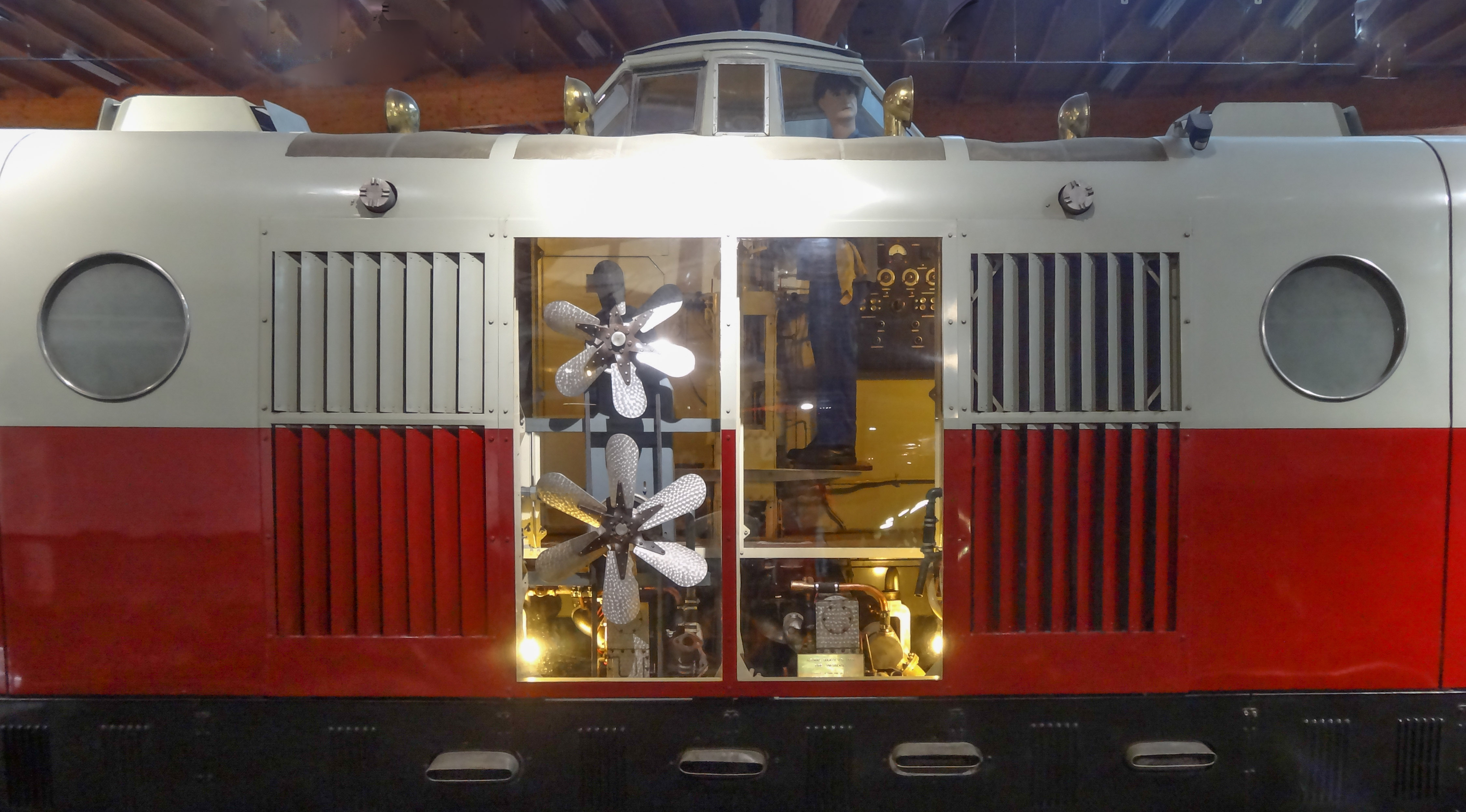
Motorer och förarplats

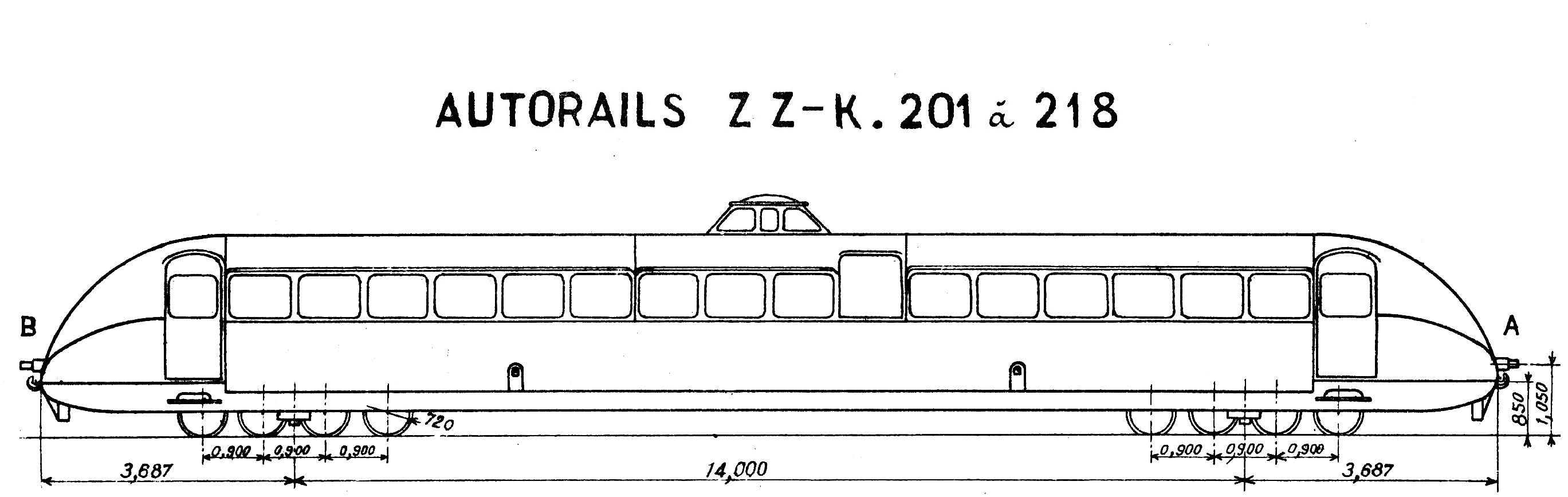
Skiss på ursprungsversionen "Presidentiel"

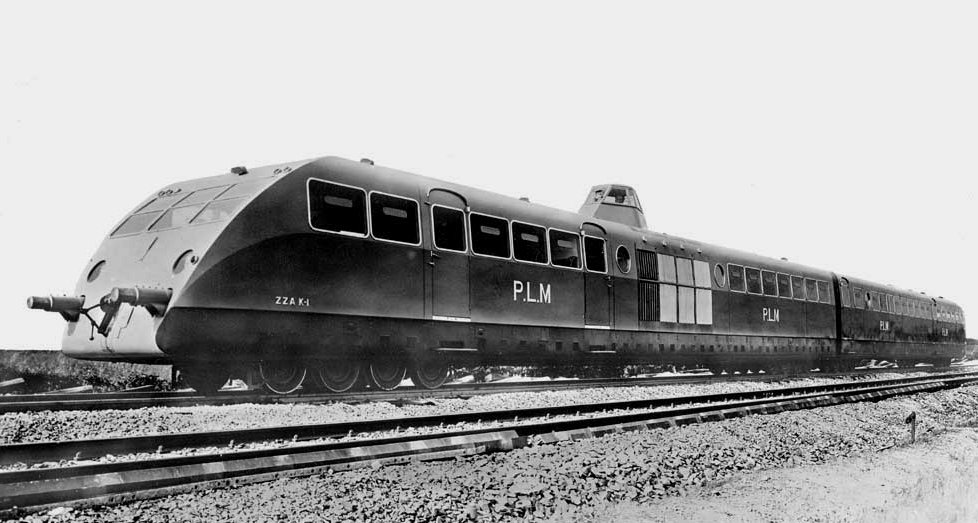
Ett tvåvagsset tillhörande järnvägsbolaget PLM (Paris-Lyon-Méditerranée)

Bugatti Wagon Rapide var en fransk rälsmotorvagn, som började tillverkas av Automobiles Ettore Bugatti 1933.
Bugatti Wagon Rapide var bilföretaget Bugattis enda tillverkade järnvägsfordon. Motorvagnen tillverkades i 88 exemplar till franska järnvägsbolag, bland andra 46 för det dåvarande statliga järnvägsbolaget, Chemin de Fer de l'État (ETAT).
Motorvagnen hade en lätt och strömlinjeformad kaross och vägde 32 ton. Den drevs av fyra raka åttacylindriga bensinmotorer på vardera 200 hästkrafter vid 2.000 varv/minut, vilka var placerade i mitten av ekipaget. Motorerna var samma 12,75-litersmotorer som i Bugatti Type 41 "Royale", som tillverkades 1927–1933, och Bugattis avsikt med att konstrueta en motorvagn var bland annat att få avsättning av sådana förtillverkade bilmotorer.
Den hade mycket stor accelerationsförmåga och en av ETAT:s motorvagnar satte också hastighetsrekord för tåg med 196 kilometer/timme 1935. Tågföraren körde från en ståplats i mitten av tåget, med sikt genom en kupol på tågets tak.
Vagnen var i den ursprungliga versionen, "Presidentiel", 21 meter lång och var inredd med två kupéer, en på vardera sidan av motorrum och förarutrymme, med sammanlagt 48 sittplatser. Den tillverkades också i förlängda varianter, samt som två- och trevagnset.
Den sista motorvagnen togs ur passagerartrafik 1958. Ett exemplar har bevarats och finns på Cité du train, järnvägsmuseet i Mulhouse i Frankrike. Denna motorvagn användes som signalinspektionsvagn, men har restaurerats till ursprungsskick.